# Temple de Set
Le Temple de Set est un ordre initiatique de satanisme « séthianiste » américaine installée en Californie. 

## Contexte
Le temple est fondé par des membres dissidents de l'Église de Satan qui quittent cette organisation, en 1975, pour des différends administratifs et philosophiques avec son fondateur Anton Szandor LaVey, à la suite du militaire Michael Aquino.
Le Temple de Set a été consacré à Santa Barbara, en Californie, au cours du solstice d'été de 1975, par Michael A. Aquino, dans un « grand rituel de magie noire ». Ce rituel a été mis en forme dans the Book of Coming forth by Night dont Aquino a déclaré plus tard que ce texte est une « négation évidente » du Livre des Morts.

### Michael A. Aquino
Né en 1946, officier de l'armée US, il est diplômé de the University of California, Santa Barbara. En 1968, spécialiste de la guerre psychologique, il rejoint l'armée, et, en 1969, l'Église de Satan où il monte rapidement dans la hiérarchie de l'Église. En 1975 Aquino fait scission avec Lilith Sinclair, une autre dirigeante du groupe de la côte Est. Il se suicide en décembre 2023.

### The Book of Coming Forth by Night
Le livre d'Aquino a été comparé à celui d'Aleister Crowley de 1904, le Livre de la loi, texte sacré de Thelema.

## Scission: Sethian Liberation Movement
Le Sethian Liberation Movement est une scission du Temple de Set.[réf. souhaitée]